# Бальц, Владимир Александрович
Владимир Александрович Бальц (1871—1931) — российский государственный деятель, сын Александра Фёдоровича Бальца.

## Биография
Родился 19 января 1871 года. Дворянин.
Окончил Училище правоведения в 1891 году, после чего служил по судебному ведомству.
С 1903 года — прокурор Екатеринодарского окружного суда в чине коллежского советника.
С декабря 1903 по март 1906 — прокурор Нижегородского окружного суда, коллежский советник.
С 1906 года — товарищ прокурора Санкт-Петербургской судебной палаты, с 1909 — прокурор Казанской судебной палаты.
С 1912 года — действительный статский советник.
17 августа 1915 года назначен директором Второго департамента Министерства юстиции, 11 августа 1916 — товарищем министра внутренних дел.
4 января 1917 года назначен к присутствованию в Сенате с производством в тайные советники. В 1917 — председатель Особой комиссии для расследования злоупотреблений по военному ведомству.
Был женат, имел двух дочерей.
Умер в 1931 году.